# José Joaquín de Herrera
José Joaquín Antonio Florencio de Herrera y Ricardos (23 février 1792 – 10 février 1854) est un homme politique mexicain. 

## Biographie
Membre du parti libéral, il fait partie de la ligne politique des libéraux voulant chasser le général Antonio Lopez de Santa Anna, alors chef suprême du pays, pour rétablir la république. Après une nouvelle insurrection qui provoque de nouveau la chute de Santa Anna, les libéraux rétablissent la république centraliste et cherchent un des leurs, capable de mettre fin à l'instabilité du pays. De Herrera est finalement choisi comme président de la république du Mexique,. Au début, le nouveau gouvernement républicain qu'il met en place semble stable. Il montre qu'il est capable d'assurer la stabilité de la république en empêchant en décembre 1844, un nouveau coup d'état de Santa Anna. Cette victoire lui acquiert la confiance des libéraux. Le mandat de De Herrera, qui devait au départ être provisoire, est alors, selon la constitution centraliste de 1835, prolongé de 6 ans. Il pensait alors avoir le soutien des conservateurs vu qu'il avait remis la république en ordre et mis fin à l'instabilité politique, mais les conservateurs réclamèrent de nouvelles élections. De Herrera, ne voulant plus d'instabilité, refusa les scrutins en déclarant qu'une élection aurait lieu seulement à la fin de son mandat. Les conservateurs, commandés par Mariano Paredes, protestent et appellent à l'insurrection. Mais le peuple ne se joint pas à eux. Ils appellent alors l'armée et font courir la rumeur que Santa Anna a repris le pouvoir et a fait arrêter le président. L'armée se joint alors aux conservateurs et assiège le palais présidentiel. De Herrera est contraint de démissionner et Mariano Paredes se fait élire président de la république en décembre 1845. Bien que celui-ci déclare qu'il peut lui seul, lutter contre les tentatives de coups d'état, cela n'empêche pas Santa Anna de débarquer et de reprendre de nouveau les pleins pouvoirs.
Après la nouvelle chute de Santa Anna, la signature d'une nouvelle constitution et la proclamation de la deuxième république fédérale, De Herrera retourne dans les affaires. Il parvient à se faire de nouveau élire à la présidence le 3 juin 1848. Son mandat s'achève à la date prévue, le 15 janvier 1851, date à laquelle il se retire de la vie politique.